# Chaoyang (Liaoning)
Chaoyang (chiń. 朝阳; pinyin Cháoyáng) – miasto o statusie prefektury miejskiej w północno-wschodnich Chinach, w prowincji Liaoning, na południowy zachód od miasta Shenyang. W 2010 roku liczba mieszkańców miasta wynosiła 500 792. Prefektura miejska w 1999 roku liczyła 3 322 224 mieszkańców. 

## Miasta partnerskie
- Obihiro, Japonia